# Drotynci
Drotynci (ukr. Дротинці) – wieś na Ukrainie, w obwodzie zakarpackim, w rejonie berehowskim, w hromadzie Wynohradiw. W 2001 liczyła 2000 mieszkańców, spośród których 1977 wskazało jako ojczysty język ukraiński, 11 rosyjski, 9 węgierski, 2 białoruski, a 1 inny.